# Sizilianischer Barock

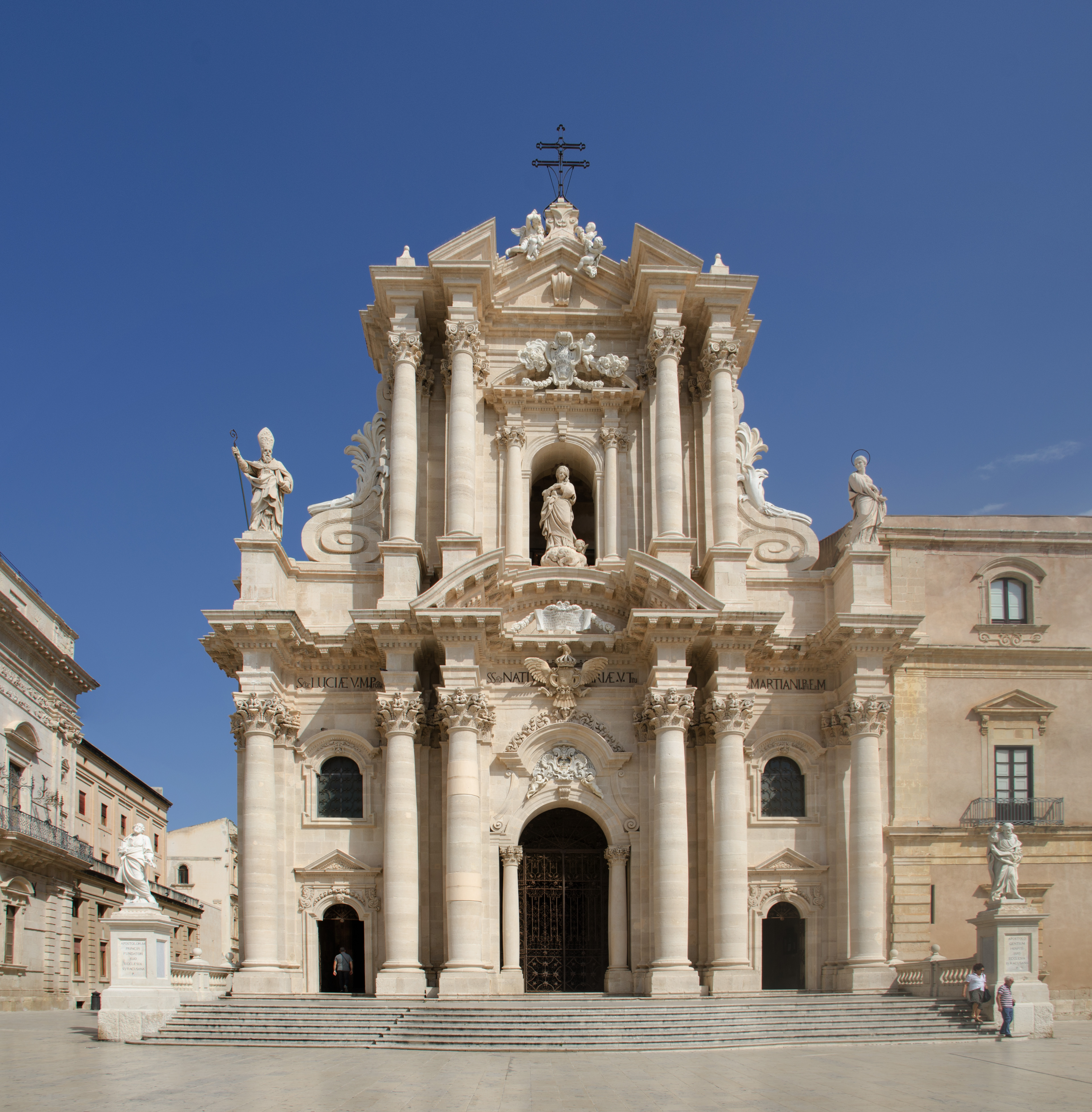
Fassade der Kathedrale von Syrakus von Andrea Palma (1728)

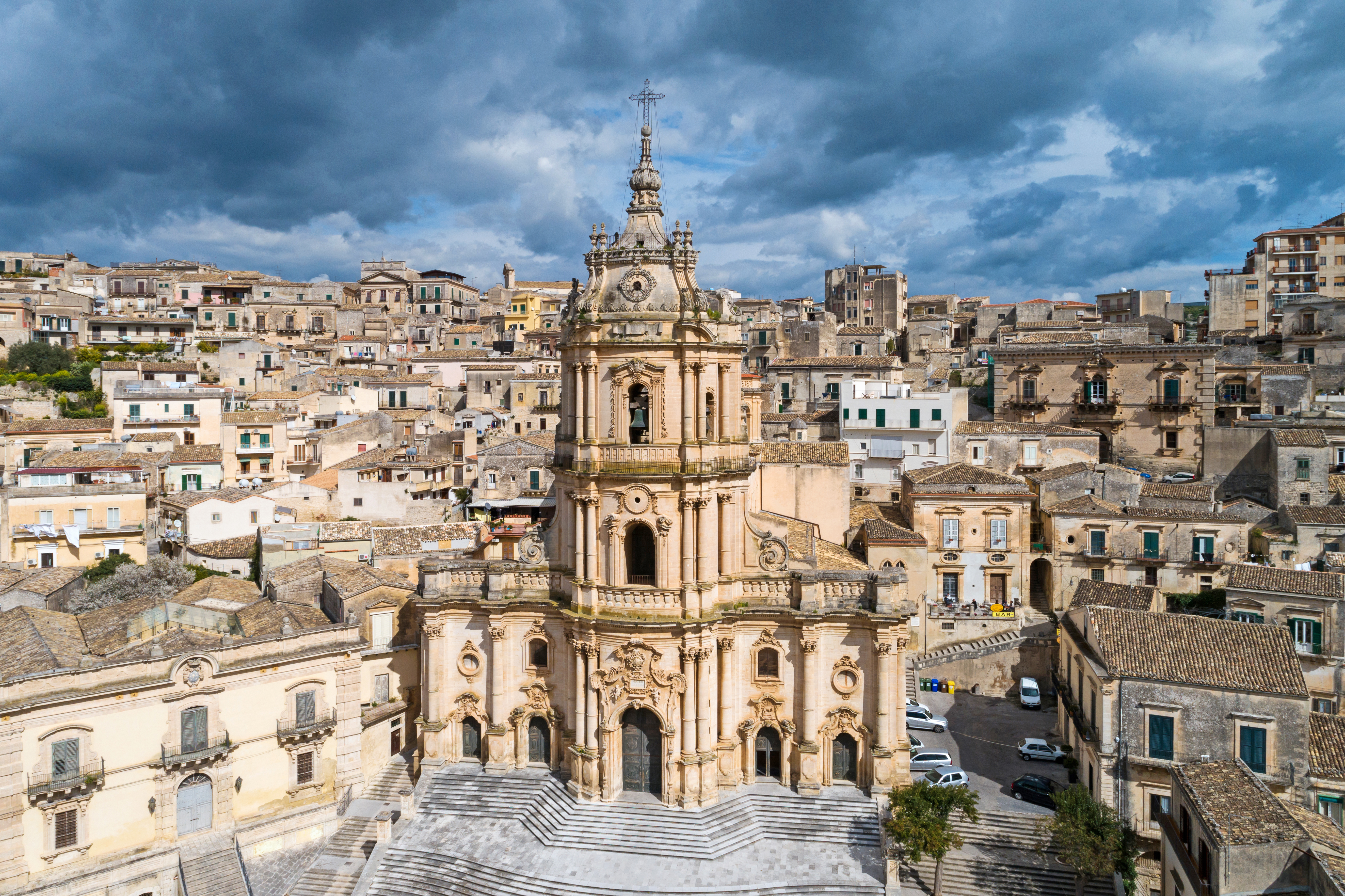
62 m hohe konvexe Fassade des Duomo di San Giorgio in Modica von Rosario Gagliardi

Sizilianischer Barock ist ein Sammelbegriff für die Baukunst des 17. und 18. Jahrhunderts, die einheimische und auswärtige Architekten unter aragonesischer und bourbonischer Herrschaft im Königreich Sizilien schufen. Im Speziellen wird damit der Stil bezeichnet, in dem nach dem schweren Erdbeben auf Sizilien 1693 die Städte des Val di Noto (Verwaltungseinheit im Südosten der Insel) wiederaufgebaut wurden.

## Entwicklung
Der sizilianische Barock konnte sich erst entwickeln, als ganze Städte und eine Vielzahl von zerstörten Gebäuden nach dem schweren Erdbeben im Val di Noto 1693 wieder aufgebaut werden mussten. Zuvor war der barocke Baustil nur in einfacher und stark beschnittener Weise anzutreffen, da er von sizilianischen Architekten gebaut wurde und nicht von den großen Barockkünstlern aus Rom.
Nach dem Erdbeben hatte eine neue Generation von Architekten, die ihre Lehrzeit in Rom verbracht hatten, die Gelegenheit, Bauten in einem fortschrittlicheren Barockstil zu errichten. Die barocke Baukunst erfreute sich damals auf dem italienischen Festland bereits großer Beliebtheit. Die Arbeit, die diese Architekten fortan auf Sizilien leisteten, veranlasste viele andere sizilianische Architekten, ihrem Beispiel zu folgen. Bereits um 1730 war der Baustil auf der Insel nicht mehr wegzudenken. Er hatte sich zu einer festen Größe in der sizilianischen Baukunst entwickelt, nicht ohne seine eigenen Merkmale zu entwickeln. Bereits fünfzig Jahre später wurde der sizilianische Barock allerdings von einem moderneren Baustil, dem Klassizismus, schrittweise verdrängt.
Die Blütezeit des sizilianischen Barocks währte nicht einmal ganz fünfzig Jahre und spiegelte das gesellschaftliche Gefüge dieser Zeit wider. Die Insel war damals offiziell unter spanischer Herrschaft und wurde besonders im Westen von einer aristokratischen Oberschicht regiert. Die Bevölkerung lebte von der Landwirtschaft.
Die sizilianische Barockarchitektur gibt dem Land einen besonderen Charakter. Die spätbarocken Städte des Val di Noto wurden 2002 von der UNESCO zum Weltkulturerbe erklärt.

## Merkmale

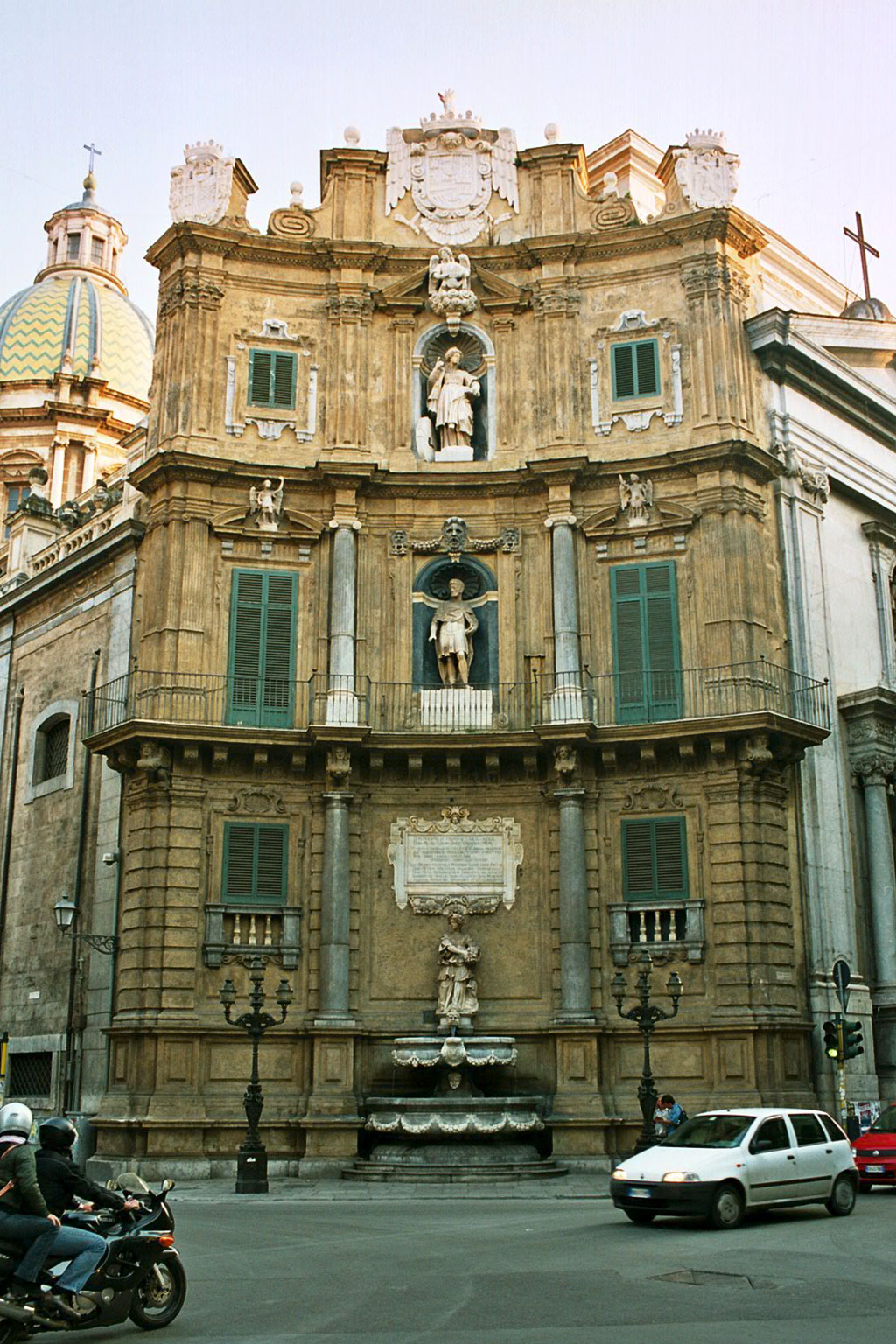
Quattro Canti in Palermo: Konkave Fassade von Giulio Lasso (1608)

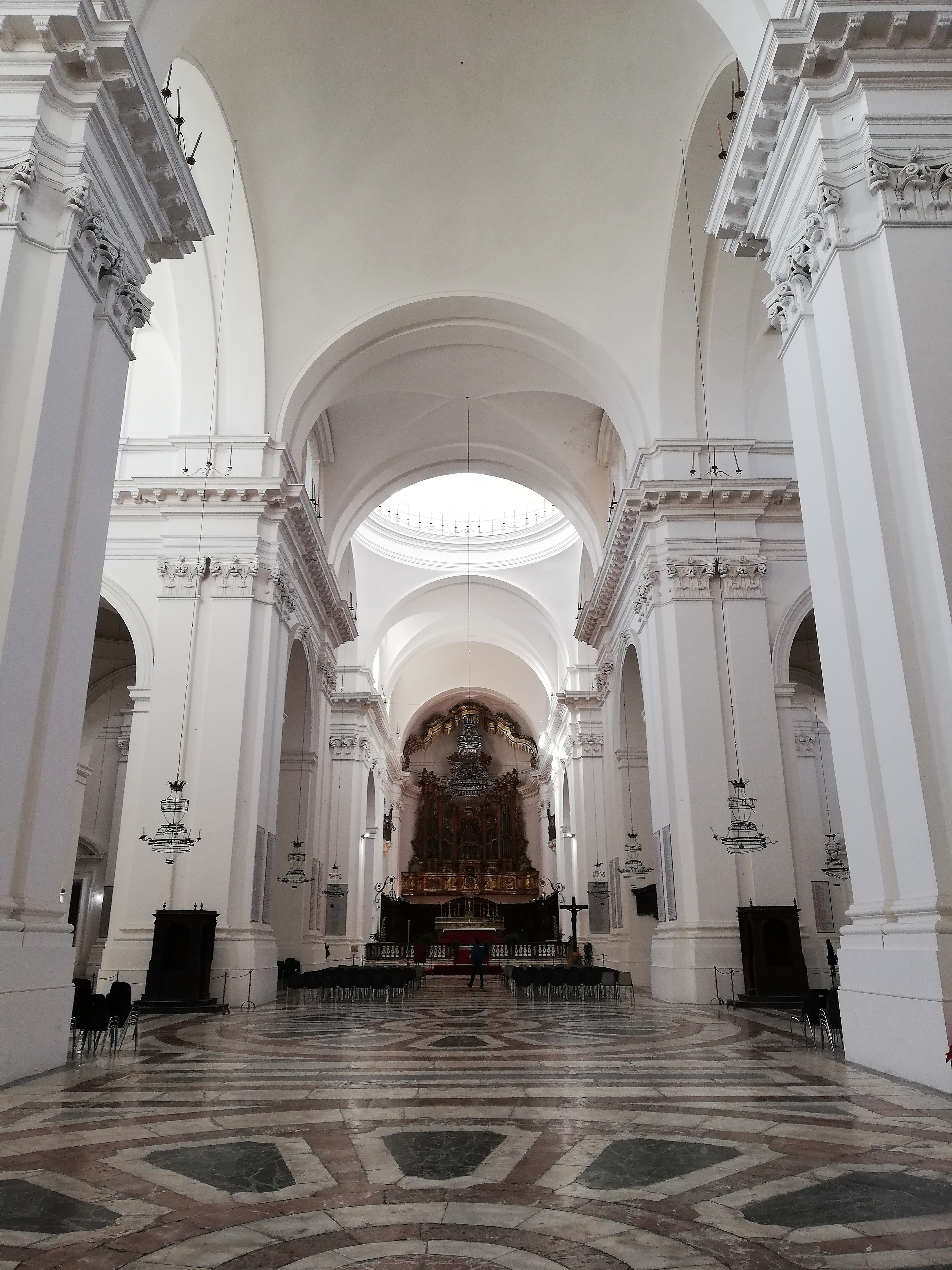
105 m langes Hauptschiff der Chiesa di San Nicolò l’Arena in Catania von Giovan Battista Contini

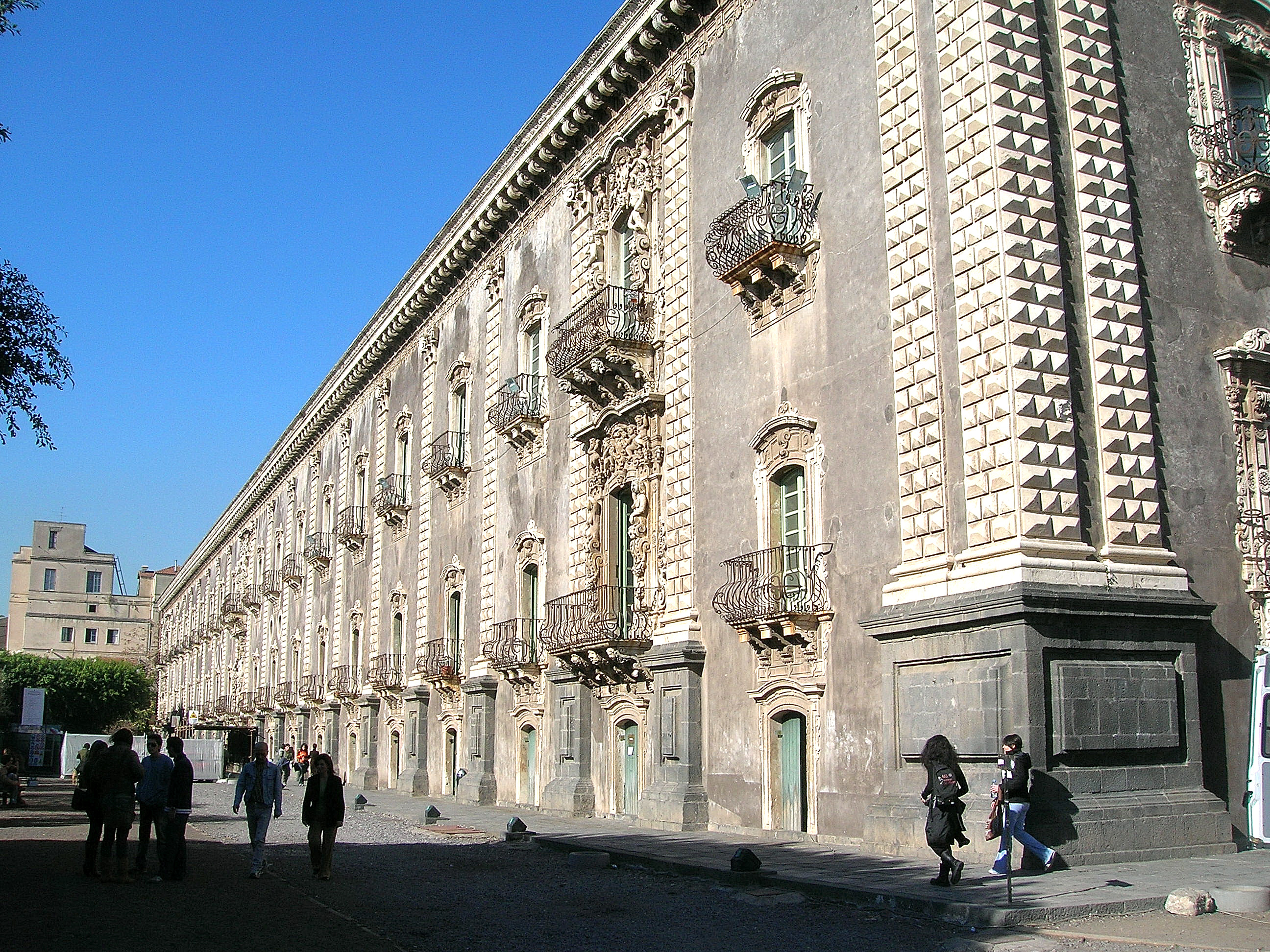
Arabo moderno genannter Stil an der 210 m langen Südfassade des Monastero di San Nicolò l’Arena

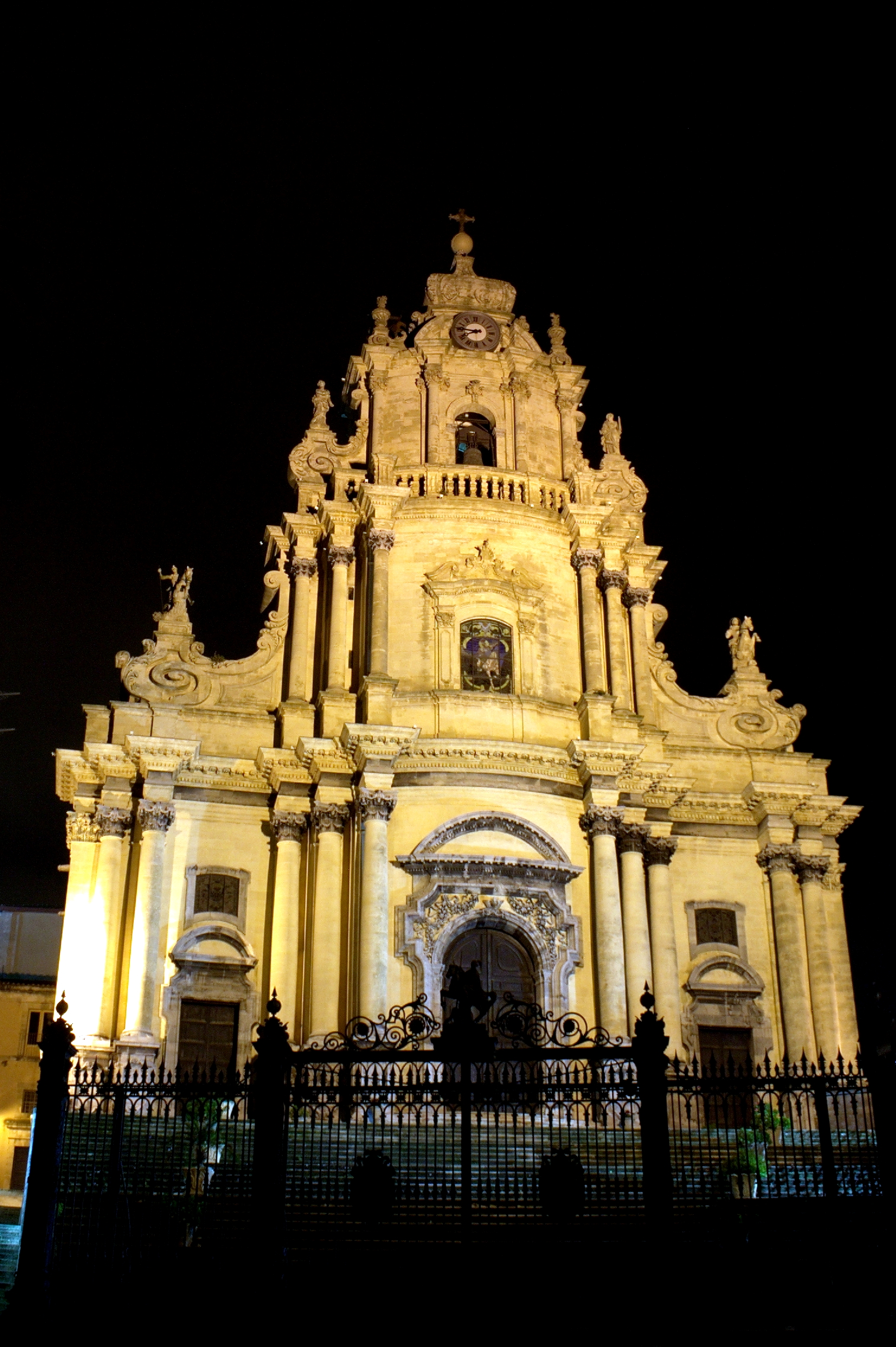
Fassade des Duomo di San Giorgio in Ragusa Ibla von Rosario Gagliardi

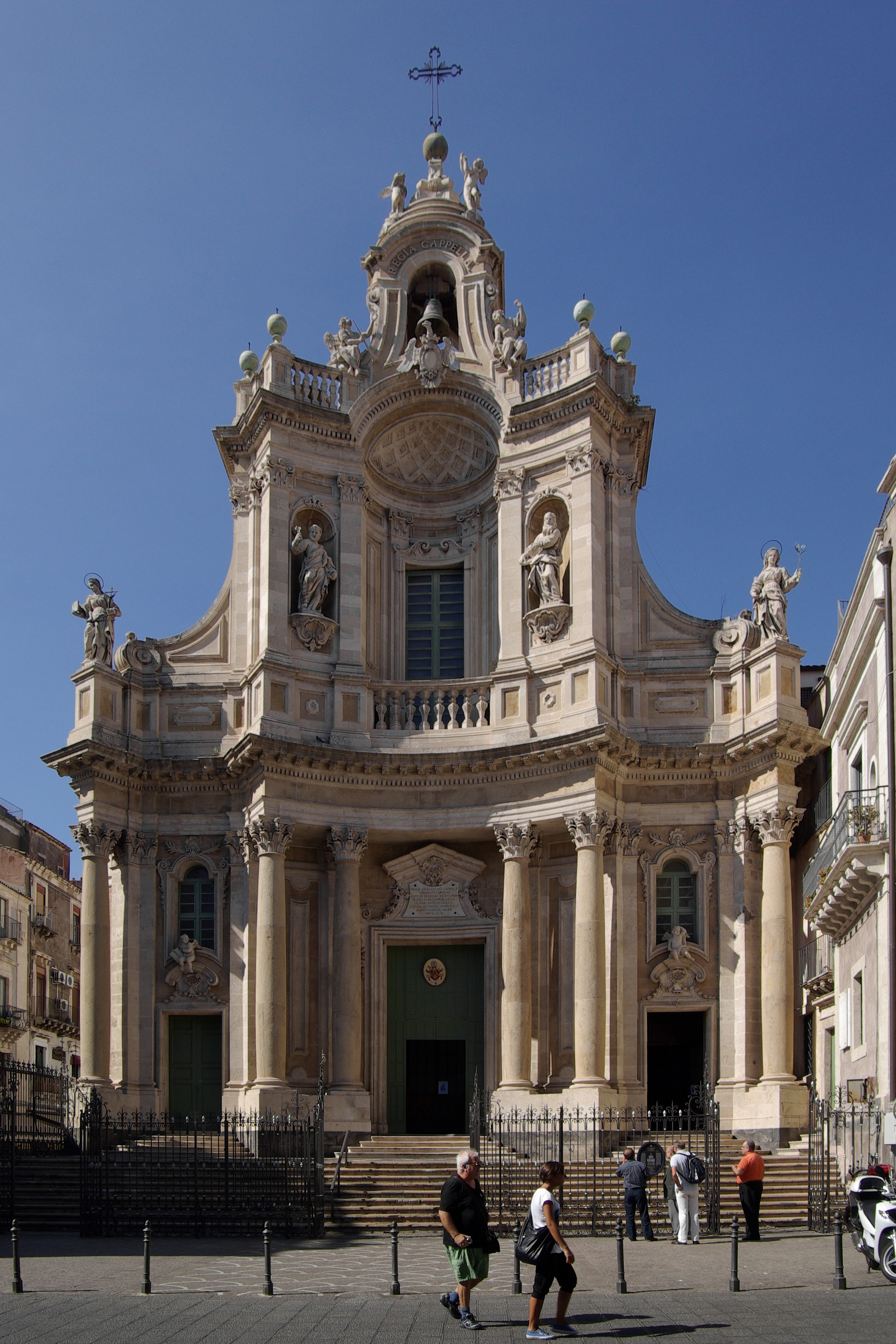
Konkave Fassade der Collegiata in Catania von Stefan Ittar (1768)

Der barocke Baustil ist eine europäische Besonderheit, die im 17. Jahrhundert in Italien entstand. Er ist stark verschnörkelt und verspielt. Charakteristische Merkmale sind u. a. Skulpturen und der sogenannte Chiaroscuroeffekt, ein bewusstes Spiel mit Licht und Schatten.
Auf der Insel beschränkte sich der sizilianische Barock häufig nur auf Kirchen oder Palastgebäude der aristokratischen Oberschicht. Die ersten Vertreter des sizilianischen Barocks ließen einen eigenständigen Stil stark vermissen und waren im Grunde genommen nur Kopien von Gebäuden in Rom, Florenz und Neapel. Trotzdem hatten die sizilianischen Architekten schon in diesem frühen Entwicklungsstadium begonnen, typisch örtliche Besonderheiten des vergangenen Baustils in den neuen Baustil mit einfließen zu lassen. In der Mitte des 18. Jahrhunderts, als sich der sizilianische Barock bereits stark vom italienischen Barock unterschied, besaß er folgende charakteristische Merkmale:

### Masken und Putten
Sie sind häufig an Balkonen, Zierleisten oder an Säulen zu finden. Diese meist strahlenden oder lachenden Gesichter stammen noch aus der sizilianischen Architektur des 17. Jahrhunderts.

### Balkone
Sie wurden nach 1633 häufig mit schmiedeeisernen Geländern versehen. Zuvor hatte man diese Geländer nicht für Balkone verwendet.

### Treppenaufgänge außen
Die meisten Villen und Paläste wurden so gebaut, dass man sie über einen außen gelegenen Bogengang betreten konnte. Dieser Bogengang führte zum Innenhof des Gebäudes. Dort fand man eine Doppeltreppe, die vom Innenhof hinauf zum Piano nobile führte. Auf diese Weise konnte man die erste Etage des Palazzos erreichen. Die symmetrischen Treppenflügel winden sich dabei viermal sowohl nach innen als auch nach außen. Auch die erhöhte Lage von Kirchen machte es oftmals notwendig, einen Treppenaufgang mit vielen Stufen zu bauen. Man verwendete hierfür langgestreckte Marmorstufen, ähnlich wie bei der Spanischen Treppe in Rom.

### Gewölbte Fassaden
Abgeschrägte, nach innen oder außen gewölbte Fassaden sind ein weiteres typisches Merkmal. Gelegentlich findet man auch Villen oder Palazzi, bei denen eine Treppe in die so entstandenen Fassadenecken eingepasst wurde.

### Glockentürme
Glockentürme wurden nicht, wie in Italien üblich, neben der Kirche errichtet, sondern direkt auf der Kirche. Man versteckte die Glocken auch nicht im Turm, sondern zeigte sie offen und integrierte sie in die Fassade. Es entstanden sowohl Kirchen mit einer Glocke (z. B. die Collegiata in Catania) als auch Kirchen mit mehreren Glocken, die innerhalb einer kleinen Arkadenreihe aufgehängt wurden (z. B. die Chiesa di San Giuseppe in Ragusa Ibla).

### Marmorintarsien
Man findet in Kirchen häufig Einlegearbeiten aus Marmor an Wänden und Böden. Auch diese spezielle Art der Einlegearbeit entwickelte sich erst in Sizilien ab dem 17. Jahrhundert.

### Säulen
Sie tragen die Rundbögen der Fassaden und stehen häufig einzeln. Sie stammen noch aus dem wesentlich nüchterneren normannischen Baustil, der zuvor in Sizilien anzutreffen war. Säulenreihen findet man selten in Sizilien, genauso wenig wie im übrigen Europa.

### Behauene Steinoberflächen
Seit dem Ende des 16. Jahrhunderts verzierten sizilianische Architekten Steinoberflächen mit Reliefs von Laubwerk, Fischschuppen und sogar Süßigkeiten oder Muscheln. Gerade Muscheln wurden später zum gängigen Dekorationselement des Barockstils. Manchmal wurden diese Verzierungen nicht nur an Wänden, sondern auch an Säulen angebracht.

### Lavastein
Der örtlich vorkommende Lavastein wurde für den Bau vieler sizilianischer Barockgebäude verwendet, da er zur Genüge vorhanden war. Die schwarzen oder grauen Einschlüsse im Gestein dienten der Zierde und unterstreichen die Liebe des Barocks zu Licht- und Schattenspielen.

### Spanischer Einfluss
Der Einfluss der spanischen Herrschaft prägte die Gestaltung des Baustils wesentlich, wenn auch nicht so stark wie zuvor die normannische Herrschaft. Der spanische Baustil, eine etwas weniger aufwändige Ausgabe des französischen Renaissancestils, findet sich besonders im östlichen Teil Siziliens. Dort war der Widerstand gegen die spanische Herrschaft am geringsten, was nicht zuletzt auch an der hohen Militärpräsenz lag. Messinas imposante Porta Grazia, gebaut im Jahre 1680, markierte den Eingang zu einer spanischen Zitadelle. Der extrem verschnörkelte Baustil dieses Stadttores wurde in der gesamten Gegend rund um Catania nach dem Erdbeben zum gängigen Baustil.

### Zusammenfassung
All diese Merkmale treten niemals gleichzeitig am selben Gebäude auf. Einzeln betrachtet markieren sie auch keinen besonderen Barockstil, sondern erst die unverwechselbare Mischung dieser Merkmale ergibt den sizilianischen Barock. Andere Merkmale wie Rundbögen über Fenstern und Türen sowie das Aufstellen von ausgefallenen Statuen sind in ganz Europa zu finden, stellen aber kein besonderes Merkmal sizilianischer Barockbaukunst dar.

## Bekannte Architekten
- Giovan Battista Contini (1642–1723), Hauptwerk in Catania
- Rosario Gagliardi (1698–1762), Hauptwerke in Noto, Ragusa und Modica
- Andrea Gigante (1731–1787)
- Guarino Guarini (1624–1683), Hauptwerke in Messina
- Stefan Ittar (1724–1790), Hauptwerke in Catania
- Francesco Paolo Labisi (1720–1798)
- Giulio Lasso (1565/70–1612), Hauptwerk in Palermo
- Giuseppe Venanzio Marvuglia (1729–1814), Architekturdozent an der Universität Palermo
- Tommaso Napoli (1659–1725), Hauptwerke in Bagheria
- Andrea Palma (1644–1730), Hauptwerke in Palermo und Syrakus
- Vincenzo Sinatra (1720–1765), Hauptwerke in Noto und Ispica
- Giovanni Battista Vaccarini (1702–1768), Hauptwerke in Catania